# Raab Schwalbe II
Die Raab Schwalbe II war ein zweisitziges Sportflugzeug der Raab Flugzeugbau Gesellschaft aus dem Jahr 1932, weiterentwickelt aus der Raab-Katzenstein Kl.1.

## Entwicklung
Die Raab Schwalbe II entwarf Antonius Raab im Herbst 1932 in Johannisthal bei der Raab Flugzeugbau oHG als Weiterentwicklung der erfolgreichen RaKa Kl.1 Schwalbe der Raab-Katzenstein Flugzeugwerke GmbH. Als Ausgangspunkt verwendete Raab den bereits 1928 von Hall und Bauer entwickelten Entwurf der Kl.1f mit einem 135-PS-Motor Walter NZ-120. Raab behielt die Grundabmessungen und Struktur der Kl.1 bei und beschränkte sich bei Änderungen in erster Linie auf aerodynamische Verbesserungen. Optional konnte die Schwalbe II mit einer Doppelsteuerung versehen werden und damit auch als Schulflugzeug verwendet werden.

### Prototyp
Statt eines Prototypen-Neubaus beschaffte Raab eine RaKa Kl.1c, WNr. 42, aus der Reklamestaffel des Zirkus Sarrasani, die in der Johannisthaler Werkstatt gemäß der Schwalbe-II-Pläne umgebaut wurde. Den Erstflug absolvierte die umgebaute Kl.1 als Schwalbe II im März 1933 in Berlin. Vermutlich wurde für die Schwalbe II keine Musterzulassung der DVL beantragt, da das Flugzeug danach als D-859 mit seiner ursprünglichen Typenzulassung „Kl.1c“ auf Antonius Raab zugelassen wurde. Raab überführte die Maschine im April 1933 nach Paris, wo das Flugzeug später mit französischer Zulassung betrieben wurde.

### Lizenzvergabe
Da Raab keine Mittel für den Ausbau der Raab Flugzeugbau Gesellschaft als Serienbaubetrieb hatte, bot Raab die Schwalbe-II-Pläne anderen Flugzeugbaubetrieben für einen Lizenzbau an. Nach der Machtergreifung durch die Nationalsozialisten beabsichtigte Raab, Deutschland zu verlassen und adressierte bevorzugt ausländische Herstellerbetriebe. Beim estnischen Luftsportverein in Tallinn entstanden mit Unterstützung der Raab Flugzeugbau Gesellschaft 1933 zwei Raab Schwalbe II. Eine weitere Schwalbe II entstand 1934 bei der Julius Pintsch AG in Wien und bis zu drei Schwalbe II ließ Raab 1936 in seinem neu gegründeten Flugzeugwerk AEKKEA-Raab in Griechenland bauen. Weitere Schwalbe II, die nachweislich im Lizenzverfahren der Raab Flugzeugbau Gesellschaft entstanden sind, sind nicht bekannt.

### Sonstige Schwalbe II Nachbauten
Bei der Fliegerschule Rheinland von Otto Peschke in Düsseldorf entstand im Frühjahr 1933 im Rahmen einer Flugzeugreparatur der RaKa Kl.1, WNr. 21, D-1169, von Max Behland unter der Bezeichnung Fliegerschule Rheinland FR1 ein weitgehend neues Flugzeug, bei dessen Entwurf Peschkes Konstruktionsleiter Walter Mertens vermutlich auf die Pläne der Raab Schwalbe II zurückgriff. Möglicherweise hatte Raab bereits 1932 aus seinem noch im benachbarten Krefeld angesiedelten Betrieb mit seinem früheren Mitarbeiter Otto Peschke die Aufnahme eines Serienbaus der noch zu entwickelnden Raab Schwalbe II im früheren Raab-Katzenstein Reparaturbetrieb in Düsseldorf diskutiert und Peschke hierzu die Pläne zur Verfügung gestellt. Nachdem Raab Deutschland endgültig verlassen hatte, scheint Peschke diese Pläne für die FR1 verwendet zu haben und von Mertens weitere Verbesserungen vorsehen lassen, die später zur Fliegerschule Rheinland FR2 führten. Neben der FR1 entstanden 1934 weitere fünf FR2 in Düsseldorf.
Auch die Kl.1c, WNr. 71, D-1354, des Schweizer Luftakrobaten Glardon wurde 1932/33 für spezielle Kunstfluganforderungen Glardons bei Max Gerner in Frankfurt umgebaut und wies nach dem Umbau sehr viele Ähnlichkeiten zum Entwurf der Raab Schwalbe II auf. Den gleichen Aufbau wies auch die ebenfalls in der Schweiz zugelassene Kl.1a, WNr. 50, CH-234, auf, die im Schweizer Reparaturbetrieb von Farner betrieben wurde. Ob die beiden Schweizer Kl.1 nach eigenen Plänen, möglicherweise Farner, entstanden sind oder ob die Schwalbe-II-Pläne von Raab für diesen Umbau zur Verfügung gestellt wurden, ist unklar.

## Technische Daten
| Kenngröße             | Raab Schwalbe II                       | Fliegerschule Rheinland FR1          |
| --------------------- | -------------------------------------- | ------------------------------------ |
| Besatzung             | 2                                      | 2                                    |
| Spannweite            | 8,00 m                                 | 8,00 m                               |
| Länge                 | 6,25 m                                 | 6,47 m                               |
| Höhe                  | 2,60 m                                 |                                      |
| Leistungsbelastung    | 5,9 kg/PS                              | 7,1 kg/PS                            |
| Leermasse             | 530 kg                                 | 515 kg                               |
| Zuladung              | 270 kg                                 | 260 kg                               |
| Startmasse            | 800 kg                                 | 800 kg                               |
| Höchstgeschwindigkeit | 170 km/h                               | 195 km/h                             |
| Landegeschwindigkeit  | 150 km/h                               | 150 km/h                             |
| Steigzeit             | 150 m/min                              |                                      |
| Gipfelhöhe            |                                        | 4000 m                               |
| Aktionsradius         | 500 km                                 |                                      |
| Antrieb               | ein Walter NZ-120, 135 PS (ca. 100 kW) | ein Siemens Sh12, 112 PS (ca. 80 kW) |